# Шапурма Антон Амвросійович
Антон Амвросійович Шапурма (* 29 січня 1911, Сартана, нині смт  Маріупольського р-ну — 27 вересня 1987, Сартана) — румейський поет, перекладач, літературознавець. Член Спілки письменників України (1970).

## Біографія
Антон Амвросійович Шапурма народився 29 січня 1911 року у селищі Сартана, поблизу міста Маріуполь, в бідній грецькій родині.
Навчався у Київському інституті народної освіти. Багато років працював бухгалтером на підприємствах Маріуполя.
Помер 27 вересня 1987 року в Сартані.

## Творчість
Антон Шапурма — один з найвідоміших поетів Маріупольщини.
Вірші рідною мовою — румейським діалектом греків українського Приазов'я — почав писати ще в шкільні роки.
Учень Герогія Костоправа. Перші публікації творів Антона Шапурми з'явилися на шпальтах заснованої Костоправом маріупольської грецької газети «Колехтивістис».
Працював в різних жанрах — автор віршів, балад, поем, тостів, казок.
Проводив активну роботу з відродження румейської мови і румейської літератури, досліджував фольклор греків Приазов‘я. Під його редакцією та за співавторством вийшло близько 20-ти літературних і фольклорних збірок.
Виконав переклади на румейську мову творів Тараса Шевченка, Івана Франка, Лесі Українки, Павла Тичини, Максима Рильського, Володимира Сосюри, Миколи Бажана, Андрія Малишка.
За любов і відданість румейській літературі поет Павло Шадур назвав Антона Шапурму лицарем грецької поезії.

## Вибрані твори
- Тост: стихи и сказки / А. А. Шапурма. — Донецк : Донбасс, 1972. — 104 с. — (рос.).
- Сорок небилиць : віршована казка / А. Шапурма. — К. : Веселка, 1977. —17 с. — (рос.).
- Край мой Приазовский: стихи, поэма, баллады, сказки / А. А. Шапурма. — Донецк : Донбас, 1981. — 104 с. — (рос.).
- Морской десант: поэма / А. Шапурма. — Донецк: Донбасс,1985.-80 с.
- Рідне моє Приазов'я / Кардъако-м ту Приазовье: вірші, поеми, казки та гуморески / А. А. Шапурма. — К. : Радянський письменник, 1986. — 138 с. — (грец,)
- Го полы ирта ст'Сартана: избранные произведения / А. А. Шапурма. — Севастополь : Изд-во ЧП Кручинина Л. Ю., 2006. — 206 с. — (грец). — ISBN 966-8389-11-5